# Volo United Airlines 823
Il volo United Airlines 823 era un volo di linea della United Airlines operato il 9 luglio 1964 da un Vickers Viscount tra l'Aeroporto di Filadelfia e l'Aeroporto di Huntsville con scali intermedi a Washington e Knoxville. I piloti del Vickers, ormai prossimi all'atterraggio, persero il controllo del velivolo a causa di un incendio a bordo. La causa di tale incendio non è stata identificata.

## L'aereo
Il velivolo coinvolto nell'incidente era un Vickers Viscount 745D con numero di registrazione N7405 e motorizzato da due Rolls-Royce Dart 605. Venne consegnato alla statunitense Capital Airlines nel 1955 dove rimase fino al 1961 quando approdò alla United Airlines.
Al momento dell'incidente aveva accumulato 23.804 ore di volo.

## L'incidente
Il volo 823 decollò da Filadelfia alle 15:13 ed atterrò regolarmente a Washington quaranta minuti più tardi senza che si registrasse alcuna anomalia. Alle 16:36 il Viscount partì alla volta di Knoxville con un piano di volo strumentale.
L'equipaggio alle 17:58 riportò al Controllo del Traffico Aereo di Atlanta (ARTCC) che avrebbe previsto l'arrivo a Knoxville per le 18:21. Pochi minuti dopo il primo ufficiale richiese all'ARTCC l'autorizzazione a scendere all'altitudine più bassa disponibile. Il Viscount scese quindi a 8.000 piedi. Alle 18:02 i piloti cancellarono il loro piano strumentale. Il controllore offrì ai piloti di passare sotto il controllo di "Knoxville Avvicinamento" quando si sarebbero avvicinati all'Aeroporto e nel frattempo di rimanere sulla frequenza dell'ARTCC. L'equipaggio del Viscount rispose con "ok". Fu l'ultimo contatto radio avuto con il volo 823.
Alle 18:13.30 il Vickers sparì dallo schermo del radar. Seguirono infruttuosi tentativi da parte del controllore di mettersi in contatto con i piloti.
Tra gli ultimi 16 e 19 km di volo l'aereo venne visto volare ad una quota molto bassa con una colonna di fumo provenire dalla fusoliera del velivolo.
Diversi testimoni che avvistarono l'aereo a pochi chilometri del luogo dello schianto riferirono di aver visto un oggetto nero, in seguito appurato essere una passeggero, cadere dall'aereo seguito da un denso fumo nero.

## Le indagini
Per accertare le cause dell'incidente venne formata una commissione di inchiesta presieduta dalla Civil Aeronautics Board (CAB). Il registratore dei dati di volo, ritrovato nel luogo dell'incidente, mostrava evidenti segni di bruciature ed esposizione ad elevate temperature che compromisero in modo irreparabile i dati contenuti nel nastro magnetico.
Diverse testimonianze riportarono di aver visto del fumo provenire dal velivolo nelle ultime fasi del volo. Mentre nelle ali, nei motori e nella parte posteriore del velivolo non vennero ritrovati segni che potessero indicare un incendio in volo lo spazio sotto il pavimento della cabina mostrava invece ingenti danni. La maggior parte dei componenti, perlopiù elettronici, ivi installati erano distrutti o non recuperabili. Malgrado ciò l'analisi dei componenti non rivelò alcun indizio circa un possibile surriscaldamento o corto circuito.
L'avanzamento delle indagini appurò che all'interno della cabina passeggeri c'erano diversi segni riconducibili ad un incendio in volo. L'unico liquido infiammabile trasportato sotto il pavimento della cabina era il liquido idraulico del velivolo che però non era compatibile con la propagazione dell'incendio.
La bombola di CO2 del sistema anti-incendio del compartimento di carico anteriore venne utilizzata, uno dei due estintori a CO2 venne ritrovato vuoto mentre un estintore ad acqua venne ritrovato pronto ad essere usato ma ancora pieno. Una bombola di ossigeno in uso ai membri dell'equipaggio venne ritrovata con la valvola nella posizione "aperta". Il vetro del Comandante venne ritrovato sbloccato a parzialmente aperto.
Il corpo del passeggero, chi si era lanciato velivolo, venne recuperato a qualche chilometro del luogo dell'incidente. L'autopsia determinò la causa della morte nelle estese lesioni causate dall'impatto contro il terreno. Oltre a tali lesioni le mani, la faccia ed il collo mostravano bruciature malgrado fossero presenti solo poche particelle di carbonio nella trachea e il livello di monossido di carbonio nel sangue fosse basso. I vestiti risultarono contaminati di fuliggine.
Malgrado seguirono estese campagne di test da parte della Commissione stessa, della Vickers, del National Bureau of Standards e da specialisti del Massachusetts Institute of Technology non fu possibile stabilire né l'origine dell'incendio né il materiale comburente.

## Le conseguenze
Alla conclusione delle indagini vennero emesse diverse circolari per gli operatori del Viscount riguardo al sistema anti-incendio ed anche alla Lochkeed per quanto riguarda il registratore dei dati di volo. La Fedaral Aviation Administration richiese una ispezione ed una serie di test sul sistema antincendio installato sui modelli Viscount 744, 745D e 810.